# Verchaix
Verchaix é uma comuna francesa na região administrativa de Auvérnia-Ródano-Alpes, no departamento de Alta Saboia. Estende-se por uma área de 15,89 km². Em 2010 a comuna tinha 776 habitantes (densidade: 48,8 hab./km²).